# اسکیلسکور
اسکیلسکور (به لاتین: Skælskør) یک منطقهٔ مسکونی در دانمارک است که در اسلیلسه، کمون دانمارک واقع شده‌است. اسکیلسکور ۴٫۲۸ کیلومتر مربع مساحت و ۶٬۴۵۵ نفر جمعیت دارد.

## خواهرخوانده
شهر Karlino خواهرخواندهٔ اسکیلسکور هست.